# Баресса
Баресса (італ. Baressa, сард. Baressa) — муніципалітет в Італії, у регіоні Сардинія,  провінція Ористано.
Баресса розташована на відстані близько 390 км на південний захід від Рима, 60 км на північ від Кальярі, 33 км на південний схід від Ористано.
Населення — 679 осіб (2014).

## Демографія
Населення за роками:

Станом на 1 січня 2023 року в муніципалітеті офіційно проживало 6 іноземців з 4 країн, серед них 5 громадян країн Євросоюзу.

## Сусідні муніципалітети
- Бараділі
- Гонноскодіна
- Гоннозно
- Сідді
- Сімала
- Туррі
- Уссараманна